# Kill This Love
| Совокупная оценка    | Совокупная оценка |
| Источник             | Оценка            |
| -------------------- | ----------------- |
| Metacritic           | 69/100            |
| Оценки критиков      |                   |
| Источник             | Оценка            |
| Consequence of Sound | B                 |
| NME                  | [ 3 ]             |
| Pitchfork            | 6.2/10            |
| Rolling Stone        | [ 5 ]             |

Kill This Love (с англ. — «Убей Эту Любовь»; стилизуется как KILL THIS LOVE) — второй мини-альбом южнокорейской гёрл-группы BLACKPINK. Выпущен 5 апреля 2019 года лейблом YG Entertainment, и доступен в двух версиях. Содержит пять треков, с одноимённым заглавным треком и «Don’t Know What to Do» в качестве второго сингла.

## Предпосылки
В феврале 2019 года YG Entertainment заявил о камбэке BLACKPINK в марте-апреле со вторым мини-альбомом, и раскрыл подробности их альбома. "Ведущий сингл будет более «интенсивным», чем предыдущие синглы BlackPink, но имеет «сильный ритм», такой как «Ddu-Du Ddu-Du», и что хореография будет более «динамичной», чем предыдущие. Хореография была спродюсирована четырьмя хореографами мирового класса.

## Промоушен
International Global Media начала продвигать альбом 25 марта с помощью фото-тизера Лисы. 26 марта был показан фото-тизер с Дженни. Фото-тизер с Джису был опубликован на следующий день. Фото-тизер Розе был, наконец, раскрыт 28 марта. Официальный постер с тизером группы был показан 29 марта. Тизер музыкального видео был выпущен 2 апреля.

## Коммерческий успех
Альбом был выпущен физически 23 апреля 2019 года, и продал почти 250 000 копий в Южной Корее всего за 8 дней, перепродав свой предыдущий альбом Square Up, который продал почти 175 000 за 15 дней. Альбом также был выпущен в цифровом виде в Китае через QQ Music, KuGou, Xiami и многие другие музыкальные приложения. Альбом продал более 500 000 цифровых копий в Китае, первой корейской группе девушек, сделавшей это. Альбом также занял #1 на iTunes в более чем 35 странах.
Между тем, заглаваный трек был коммерчески успешен в Корее и во всем мире. Сингл возглавил 4 из 7 основных чартов в Корее, а именно Mnet, Naver, Bugs! и Soribada. По состоянию на 16 мая 2019 года сингл превысил более 200 миллионов баллов индекса на цифровом графике Gaon всего за 5 недель. Будучи успешным в Корее, сингл также успешен во всем мире. Сингл возглавил чарты iTunes в США, первая гёрл-группа, которая сделала это с Destiny's Child, 14 лет назад. Сингл возглавил чарты iTunes более чем в 30 странах.

## Японская версия
Японская версия была выпущена через YGEX и Interscope 16 октября 2019 года.

## Трек-лист
| №                   | Название                          | Текст песни            | Музыка                        | Авторы              | Длительность |
| ------------------- | --------------------------------- | ---------------------- | ----------------------------- | ------------------- | ------------ |
| 1.                  | «Kill This Love»                  | Teddy Bekuh BOOM       | Teddy R.Tee 24 Bekuh BOOM     | Teddy R.Tee 24      | 3:13         |
| 2.                  | «Don't Know What to Do»           | Teddy                  | Teddy 24 Brian Lee Bekuh BOOM | Teddy R.Tee 24      | 3:22         |
| 3.                  | «Kick It»                         | Teddy Danny Chung TAEO | Teddy 24                      | 24                  | 3:12         |
| 4.                  | «Hope Not» (아니길)               | Teddy Masta Wu         | Teddy Seo Won Jin Lydia Paek  | Seo Won Jin         | 3:12         |
| 5.                  | «Ddu-Du Ddu-Du» (뚜두뚜두, remix) | Teddy                  | Teddy 24 R.Tee Bekuh BOOM     | R.Tee               | 3:22         |
| Общая длительность: | Общая длительность:               | Общая длительность:    | Общая длительность:           | Общая длительность: | 16:19        |

## Чарты
| Чарты (2019)                          | Позиции в чартах |
| ------------------------------------- | ---------------- |
| Австралия (ARIA)                      | 18               |
| Канада (Canadian Albums Chart)        | 8                |
| Ирландия (IRMA)                       | 52               |
| Япония (Oricon)                       | 17               |
| Japanese Hot Albums (Billboard Japan) | 9                |
| New Zealand Albums (RMNZ)             | 10               |
| Шотландия (Scottish Albums Chart)     | 21               |
| South Korean Albums (Gaon)            | 3                |
| Spanish Albums (PROMUSICAE)           | 30               |
| Swedish Albums (Sverigetopplistan)    | 23               |
| Великобритания (UK Albums Chart)      | 40               |
| США (Billboard 200)                   | 24               |
| США (Billboard Digital Albums)        | 6                |
| US Top Album Sales (Billboard)        | 10               |
| США (Billboard World Albums)          | 1                |

## Сертификация и продажи
| Регион                  | Сертификация  | Продажи |
| ----------------------- | ------------- | ------- |
| Япония                  | —             | 39,211  |
| Республика Корея (KMCA) | 2× Платиновый | 695,807 |
| США                     | —             | 9,100   |

## Награды и номинации
| Год  | Премия                      | Категория                  | Результат |
| ---- | --------------------------- | -------------------------- | --------- |
| 2020 | 9-я Gaon Chart Music Awards | Альбом года — 2-я четверть | Номинация |